# Frankfurter Allee
La Frankfurter Allee est une des plus anciennes  avenues de Berlin en Allemagne. 

## Situation et accès
Elle est le prolongement de la Karl-Marx-Allee vers Francfort-sur-l'Oder, partie de l’importante Bundesstraße 1 (anciennement Reichsstraße 1) et 5 et a une longueur de 3,6 kilomètres.
La Frankfurter Allee est avec la Karl-Marx-Allee une des sept radiales en direction du nord et de l'ouest qui partent de l'Alexanderplatz. Il s'agit (dans le sens des aiguilles d'une montre) :
- Brunnenstraße (de)
- Schönhauser Allee
- Prenzlauer Allee (de)
- Otto-Braun-Straße – Greifswalder Straße (de)
- Landsberger Allee
- Karl-Marx-Allee – Frankfurter Allee
- Stralauer Allee

## Origine du nom
Elle porte ce nom car elle est en direction de Francfort-sur-l'Oder.

## Historique

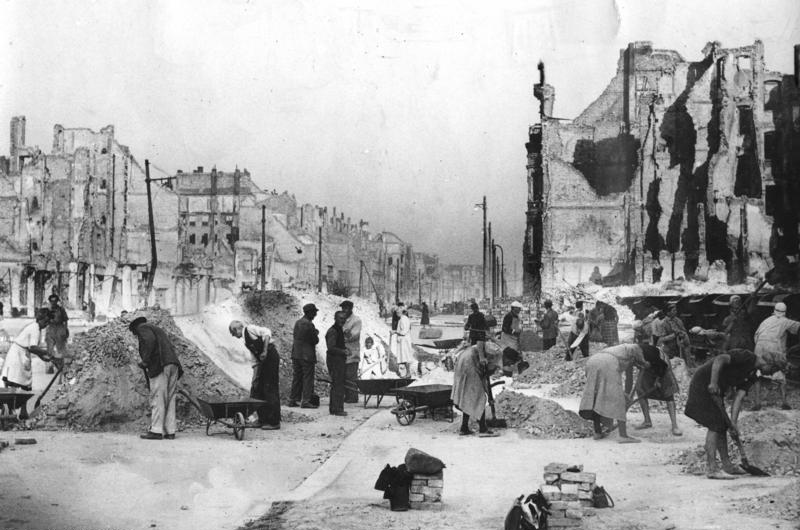
Reconstruction après la Seconde Guerre mondiale

En 1708, le margrave Albert-Frédéric de Brandebourg-Schwedt fait aménager la route en tant que route militaire. De 1824 à 1872, la rue s'appelait « Frankfurter Chaussee » puis le tronçon entre l'ancienne Frankfurter Tor et la frontière de Berlin est rebaptisé « Frankfurter Allee » le 20 septembre 1872.
Pendant la bataille de Berlin en avril 1945, la rue était l'une des principales routes utilisées par l'Armée rouge pour avancer dans le quartier gouvernemental (de) autour de la Wilhelmstrasse et du Reichstag. 
À l'occasion du 70e anniversaire de Joseph Staline en 1949, la « Frankfurter Allee », est rebaptisée « Stalinallee ». 